# Silence... on tourne
Ne doit pas être confondu avec Silence... on tourne ! (film, 1976) ou Silence, on tourne !.
Pour plus de détails, voir Fiche technique et Distribution.
Silence... on tourne (سكوت .. حنصور, sukut .. hnsur) est un film franco-égyptien réalisé par Youssef Chahine, sorti en 2001.

## Synopsis
Actrice et chanteuse célèbre, Malak remporte un succès lors de la première de son nouveau spectacle. Le même soir, son mari, Abbas, lui annonce qu'il a décidé de divorcer pour se remarier avec Dina, sa maîtresse. Malak, qui connaissait leur liaison, accepte cette idée avec résignation, tout comme sa fille Paula. Cette dernière est sur le point d'épouser un brillant étudiant nommé Nasser. Soucieuse du bonheur de sa mère, elle lui suggère de trouver un autre compagnon parmi ses divers prétendants. Malak jette son dévolu sur un psychologue, Jean-Jacques Lamei, visiblement très épris d'elle. Celui-ci lui avoue qu'il a toujours rêvé de devenir artiste...

## Fiche technique
- Titre : Silence... on tourne
- Titre original : سكوت .. حنصور, sukut .. hnsur
- Réalisation et scénario : Youssef Chahine
- Photographie : Pierre Dupouey
- Montage : Annette Dutertre
- Musique : Gamal Békhit, Omar Khairat, Kaushar Mostapha
- Producteurs : Humbert Balsan, Gabriel Khoury, Marianne Khoury
- Sociétés de production :  Canal+, Centre national du cinéma et de l'image animée, Cité de production médiatique, France 2 Cinéma, Havas Images, MISR International Films, Ognon Pictures
- Sociétés de distribution :  Pyramide Distribution (France), Lady Film (Italie)
- Pays d'origine :  Égypte |  France
- Langue : arabe, français
- Métrage : 2 940 m
- Format : couleur — 35 mm — 1,85:1 — Son : DTS Dolby Digital
- Genre :comédie dramatique, musical
- Durée : 102 minutes (1 h 42)
- Dates de sortie :
  -  États-Unis : 6 octobre 2001, au festival du film de New York
  -  France : 12 décembre 2001
  -  Belgique : 24 avril 2002

## Distribution
- Latifa : Malak[1],[2],[3],[4].
- Ahmed Bedir : Alphi
- Ahmed Wafik : Lamei
- Magda El-Khatib : Grand-mère
- Zaki Abdel Wahab : Ezz Eldine
- Ahmed Mehrez : Abbas
- Mostafa Shaaban : Nasser
- Ruby (chanteuse égyptienne) : Paula